# 2472 Bradman
2472 Bradman este un asteroid din centura principală, descoperit pe 27 februarie 1973 de Luboš Kohoutek.